# 5 1/2
『5 1/2』（ファイブ・ハーフ）は、米米CLUBの5枚目のオリジナル・アルバム。1989年11月11日発売。発売元はCBS・ソニー。

## 解説
オリコンチャートアルバム部門1位を獲得した前作『GO FUNK』から1年2か月振りのアルバム。
初回盤限定：「O顔DE PATA2 BOX」（ポケットチーフ付）。
CDは初回盤と通常盤で発売日が異なるため、オリコンでは別々に集計された。前作『GO FUNK』に続きオリコンチャート1位を記録。
タイトルは、5と1/2（＝半分）で「御飯」の意味と、これまで発表したアルバム4枚、12インチシングル（＝半分）で発表した作品の枚数ともかけている。
ジェームス小野田がメインヴォーカルの曲を4曲収録（2・6・8・12）。
1997年にCDが再発され、2015年にはブルースペック2CDとDVDの2枚組にて再発された。

## 収録曲
| 全作詞・作曲: 米米CLUB。 |                                                   |           |            |                     |      |
| #                        | タイトル                                          | 作詞      | 作曲・編曲 | 編曲                | 時間 |
| 1.                       | 「BIG WAR」                                       | 米米CLUB  | 米米CLUB   | 萩原健太 / 米米CLUB | 4:06 |
| 2.                       | 「Funk-a-ねーちゃん」                             | 米米CLUB  | 米米CLUB   | 萩原健太 / 米米CLUB | 6:07 |
| 3.                       | 「FUNK FUJIYAMA」                                 | 米米CLUB  | 米米CLUB   | 萩原健太 / 米米CLUB | 5:37 |
| 4.                       | 「Beautiful」                                     | 米米CLUB  | 米米CLUB   | 萩原健太 / 米米CLUB | 6:43 |
| 5.                       | 「Let's Go!」                                     | 米米CLUB  | 米米CLUB   | 萩原健太 / 米米CLUB | 4:48 |
| 6.                       | 「マグニチュード」                                | 米米CLUB  | 米米CLUB   | 萩原健太 / 米米CLUB | 6:08 |
| 7.                       | 「Lollipop」                                      | 米米CLUB  | 米米CLUB   | 萩原健太 / 米米CLUB | 3:43 |
| 8.                       | 「Javaza Hat」                                    | 米米CLUB  | 米米CLUB   | 萩原健太 / 米米CLUB | 5:05 |
| 9.                       | 「Kung-Fu Lady」                                  | 米米CLUB  | 米米CLUB   | 萩原健太 / 米米CLUB | 4:20 |
| 10.                      | 「Melon Tea」                                     | 米米CLUB  | 米米CLUB   | 萩原健太 / 米米CLUB | 2:15 |
| 11.                      | 「俺をもとめてる - Everyone Is Searching For Me」 | 米米CLUB  | 米米CLUB   | 萩原健太 / 米米CLUB | 4:15 |
| 12.                      | 「Forever」                                       | 米米CLUB  | 米米CLUB   | 萩原健太 / 米米CLUB | 6:09 |
| 13.                      | 「SAFACA」                                        | 米米CLUB  | 米米CLUB   | 萩原健太 / 米米CLUB | 4:54 |
| 14.                      | 「ア・ゲ・ハ」                                    | 米米CLUB  | 米米CLUB   | 萩原健太 / 米米CLUB | 5:36 |
| 合計時間:                | 合計時間:                                         | 合計時間: | 69:46      |                     |      |

### 楽曲解説
1. BIG WAR
BIG HORNS BEEによるInstrumental。
2. Funk-a-ねーちゃん
3. FUNK FUJIYAMA
9thシングル。表記はないがシングルと別ミックス。
4. Beautiful
5. Let's Go!
6. マグニチュード
7. Lollipop
シュークリームシュの2人がメインヴォーカル。
8. Javaza Hat
9. Kung-fu Lady
10. Melon Tea
タイトルは、打合せに使った某ファミレスで石井が「レモンティー」を注文したのに、ウェイトレスが聴き間違え聞き返した言葉から。
11. 俺をもとめてる～Everyone Is Searching For Me
前作「GO FUNK」が初のオリコンチャート1位になり嬉し過ぎて作った曲[要出典]。
12. Forever
13. SAFACA
14. ア・ゲ・ハ
アルバム中唯一のアコースティック楽曲。